# Ateuk Lamphang
Ateuk Lamphang is een bestuurslaag in het regentschap Aceh Besar van de provincie Atjeh, Indonesië. Ateuk Lamphang telt 303 inwoners (volkstelling 2010).